# Усольехимпром
«Усольехимпро́м» — химическое предприятие, осуществлявшее свою деятельность в городе Усолье-Сибирское (Иркутская область) со 2 августа 1936 года. Входило в состав группы компаний НИТОЛ. Ликвидировано 1 ноября 2017 года в результате банкротства.
Состояло из двух производств:
- «Ацетиленовый комплекс» — производство карбида кальция.
- «Хлорный комплекс» — производство хлора и его производных методом диафрагменного электролиза соляного раствора.

## История

### Образование предприятия
25 декабря 1933 года — начало строительства завода № 97 по производству этиловой жидкости — так первоначально называлось предприятие. Менее чем через 2 года (2 августа 1936 года), была выпущена первая партия. Этот день считается днем рождения Химпрома в городе Усолье-Сибирское.
С началом Великой Отечественной войны, в октябре 1941 года на завод прибыл эшелон с людьми и оборудованием Сакского хлорного цеха, эвакуированного из Крыма, а в августе 1942 года прибыло оборудование Завода № 91 из Сталинграда для производства иприта.
Через 17 месяцев в апреле 1943 года промышленность получила первую партию усольского хлора. От Урала до Владивостока усольский завод был единственным, выпускающим хлор и каустическую соду.

### Развитие
Завод продолжал успешно развиваться, были пущены следующие производства:
- 1956 год — производство перекиси водорода;
- 1960 год — цех по производству щелочно-галоидных монокристаллов и созданных на их основе сцинтилляционных детекторов, а так же акустических монокристаллов;
- 1961 год — производство кислорода, азота, очистка рассола;
- 1962 год — комплекс цехов хлорной группы на базе диафрагменного электролиза;
- 1963 год — производство ацетилена и поливиниловой смолы;
- 1964 год — производство кремнийорганических полимеров — лаков и эмалей
- 1966 год — крупнотоннажное производство карбида кальция, необходимого для получения ацетилена — сырья для выработки самых разнообразных видов химической продукции и пластмасс;
- 1967 год — производство чистящих, отбеливающих средств и других товаров бытовой химии;
- 1968 год — начало выпуска синтетического каучука наирит. Прекращено в 1970 году после взрыва производства.
- 1969 год — выпуск метилцеллюлозы
- 1970 год — производство каустической соды методом ртутного электролиза и кремнийорганических мономеров
- 1974 год — первое в РСФСР производство нейтрального гипохлорита кальция;
- 1975 год — производство трихлорэтилена;
- 1979 год — производство металлического калия;
- 1983 год — производство металлического натрия;
- 1988 год — производство эпихлоргидрина;
- 1999 год — производство эпоксидно-диановой смолы.
- 2005 год — создание на базе «Усольехимпрома» и «Усолье-Сибирского Силикона» интегрированного комплекса по выпуску кремнийсодержащей продукции для солнечной энергетики и полупроводниковой промышленности.
- 2008 год — предприятие прошло сертификацию по ISO 9001, ISO 14001, OHSAS 18001. Завод «Усолье-Сибирский Силикон», на создание которого группой «Нитол» от корпорации «Роснано» было привлечено более 12 млрд рублей, начал выпуск поликремния. В 2012 году производство было законсервировано, в связи с падением цены на поликремний с 400$ за кг в 2006 году до 16$ в 2011 году.

### Кризис и банкротство
- 2012 год — большинство цехов предприятия остановлены, массовые сокращения сотрудников[6].
- 2017 год — на официальном сайте в списке услуг числятся только электро- и теплоснабжение, в списке товаров поштучно перечислены неликвиды. Собственная химическая продукция отсутствует. Предприятие признано банкротом[7].
- 2018 год — на промышленной площадке неработающего завода регулярно производятся хищения металла и стройматериалов[8].
- 2020 год — на промышленной площадке организации-банкрота остаются действующими два производственных предприятия — ООО «ПМК», созданное на базе цеха по производству металлического калия и ОАО «Кристалл», созданное на базе цеха по производству монокристаллов и сцинтилляционных детекторов[9].

### Ликвидация и рекультивация
В 2020 году введён режим чрезвычайной ситуации из-за угрозы утечек опасных веществ. В 2021 году было принято решение о подключении корпорации «РОСАТОМ» к ликвидации предприятия, полной рекультивации его территорий и удалению загрязнителей — единственным исполнителем работ по ликвидации накопленного экологического вреда стало ФГУП «Федеральный экологический оператор».
В 2022 году было построено несколько ёмкостей для сбора загрязнителей и начата разборка цехов, завершившаяся в октябре 2023 года, демонтировано 256 надземных и 218 подземных частей зданий и сооружений общим объёмом строительных конструкций около 4 млн м³. Параллельно ведётся строительство технопарка «Восток», где до 1500 работников будут заниматься переработкой накопившихся отходов производства.
За время работы на площадке ликвидированы скважины с накопленными отходами, в том числе локализованы источники загрязнения территории ртутью. Локализована нефтяная линза, предотвращена возможность попадания нефтепродуктов в реку Ангару. Ранее перезатаренные отходы II-IV классов опасности вывезены для утилизации с территории завода на специализированные предприятия
В дальнейшем намечена глубокая очистка прилегающих территорий от ртутного загрязнения и очистка содержимого шламонакопителей. Мероприятия по очистке планируют завершить к 2027 году.

## Экологические последствия деятельности

### Ртутное загрязнение
В 1998 году был закрыт цех ртутного электролиза № 2101 в технологическом цикле которого находилось около 200 тонн ртути. За период своей работы 1970—1998 гг. цех сбросил в окружающую среду около 1461 тонн тяжёлого металла, из них 60 тонн попали в Ангару. После остановки работы здание и территория не были должным образом демеркуризированы. Под зданием цеха продолжает находиться ртуть, удерживаемая глиной. Впоследствии ртуть была обнаружена на дне реки Ангары и в рыбе. В шламонакопитель было сброшено около 725 тонн ртути.
До начала 2020-х года проблема с ртутным загрязнением не решалась, а в атмосферу, поверхностные и подземные воды продолжал поступать высокотоксичный металл.

### Продукты и отходы химического производства
Территория бывшей производственной площадки составляет 610 гектаров. Объёмы шламонакопителей составляют более 1,7 млн тонн. После ликвидации предприятия объекты со специализированным оборудованием, трубопроводы, накопители химических отходов, специализированная железнодорожная станция, а также ёмкости с остатками продуктов химического производства практически оказались брошенными и без надлежащей охраны.
Полномочия по ликвидации накопленного вреда окружающей среде были переданы Правительству Иркутской области, но несмотря на это шламонакопители и другие химические объекты находятся в ненадлежащем состоянии и к ним возможен свободный доступ. Периодически на промышленной площадке возникают утечки высокотоксичных химических соединений и регулярно регистрируются превышение норм ПДК опасных веществ.
Главой Росприроднадзора Светланой Радионовой было отмечено, что необходимо провести рекультивацию, иначе может возникнуть экологическая катастрофа.

### Рискитехногенного характерадля города
Ближайшие жилые кварталы Усолья-Сибирского располагаются в 2 км юго-восточнее территории бывшего химического предприятия и южнее шламонакопителей. Повторяемость северного, северо-западного ветра — 27 %.
Через загрязненную промышленную территорию проходят такие важнейшие жизнеобеспечивающие артерии как электроснабжение, водозабор с реки Белая и очистные сооружения.

## Происшествия и чрезвычайные ситуации
- 16 декабря 1955 года — утечка хлора из-за прорыва трубопровода. Пострадало 52 человека, 17 из них госпитализировано[25].
- 21 марта 1964 года — 40 минут шёл выброс жидкого хлора из трубопровода. Хлорное облако достигло жилых районов и накрыло площадь размером 3 на 4 км. За помощью обратилось 115 человек (75 было госпитализировано)[25].
- 19 октября 1970 года в 18:00 — взрыв на производстве синтетического каучука наирит. В результате происшествия были полностью разрушены производственные мощности. Бетонные блоки с завода были отброшены на 500 метров, в домах, расположенных в радиусе 4-5 км вылетели стекла. Ликвидация последствий осуществлялась 851 отдельным полком Гражданской Обороны. В дальнейшем данное производство восстановлено не было.
- 23 апреля 1971 года — самостоятельное отключение компрессора. Газообразный хлор распространился в районе проходной предприятия. Пострадало 5 человек[25].
- 24 мая 2001 года — из-за разрыва трубопровода произошла утечка жидкого хлора. 7 человек госпитализированы в состоянии средней тяжести[26].
- 4 декабря 2008 года в 09:10 — из-за поломки компрессора в течение одной минуты происходил выброс хлора в атмосферу. В ликвидации аварии приняли участие 30 человек и 6 единиц техники[27].
- 20 июня 2018 года — утечка четыреххлористого кремния на железнодорожной станции предприятия. До ближайших жилых домов расстояние составляло 2 км. Жителям города рекомендовали не выходить из дома и не открывать окна. В ликвидации последствий участвовало 100 человек и 50 единиц техники[28][29].
- 8 ноября 2018 года — в городе Усолье-Сибирское объявлен режим чрезвычайной ситуации в связи с угрозой техногенного характера — заражения химическими отходами[30].
- 25 октября 2019 года — утечка эпихлоргидрина из-за разгерметизации задвижки скважины № 2[31][32].

## Уголовные дела
- 6 июля 2015 года были осуждены бывший заместитель генерального директора-главный инженер Владимир Дмитриев и руководитель работ по консервации Игорь Высоцкий, которые с ноября 2013 года по февраль 2014 года умышленно, с целью утилизации ненужных отходов, стравливали из контейнеров в атмосферу хлор. В январе 2014 года Владимир Дмитриев совершил реализацию ангарской строительной организации ртутьсодержащего шлама на изготовление кирпичей. По совокупности совершенных преступлений, в соответствии с ч.1 ст. 247 УК РФ, Дмитриеву было назначено наказание — 1 год ограничения свободы, Высоцкому — 8 месяцев. Суд освободил осуждённых от отбывания назначенного наказания в связи с объявлением акта об амнистии[20][33].